# Vizcondado de Cussó
El vizcondado de Cussó es un título nobiliario español creado por el rey Alfonso XIII en favor de Jaime Cussó y Maurell, presidente de Fomento del Trabajo Nacional, el 14 de noviembre de 1921 por real decreto y el 12 de enero de 1922 por real despacho.
Este título no ha sido solicitado o rehabilitado por ninguno de los posibles herederos del primer titular por lo que, según la legislación española sobre títulos nobiliarios, se encuentra actualmente caducado.

## Vizcondes de Cussó
|                           | Titular                   | Periodo                   |
| Creación por Alfonso XIII | Creación por Alfonso XIII | Creación por Alfonso XIII |
| ------------------------- | ------------------------- | ------------------------- |
| I                         | Jaime Cussó y Maurell     | 1921-¿?                   |
| Título caducado           |                           |                           |

## Historia de los vizcondes de Cussó
- Jaime Cussó y Maurell, I vizconde de Cussó, empresario catalán fundador de la fábrica de pianos Ortiz & Cussó,[4] jefe del Consejo de Economía Nacional, presidente del Banco Hispano-Africano y del Fomento del Trabajo Nacional.